# Mistrzostwa Afryki w Piłce Siatkowej Mężczyzn 2015
XX Mistrzostwa Afryki w Piłce Siatkowej Mężczyzn odbyły się w Egipcie w mieście Kair między 22 a 30 lipca 2015 roku. W rozgrywkach wystartowało 9 reprezentacji narodowych.

## Uczestnicy
- Algieria
- Botswana
- Egipt
- Kamerun
- Kenia
- Maroko
- Mauritius
- Rwanda
- Tunezja

## Rozgrywki

### Faza grupowa
Awans do półfinału
     Rywalizacja o miejsca 5-8

#### Grupa A
Tabela
| Lp. | Drużyna  | Mecze | Mecze   | Mecze   | Pkt | Sety | Sety | Sety  | Małe punkty | Małe punkty | Małe punkty |
| Lp. | Drużyna  | M     | W (3:2) | P (2:3) | Pkt | wyg. | prz. | ratio | zdob.       | str.        | ratio       |
| --- | -------- | ----- | ------- | ------- | --- | ---- | ---- | ----- | ----------- | ----------- | ----------- |
| 1   | Egipt    | 3     | 3 (1)   | 0 (0)   | 8   | 9    | 2    | 4.500 | 261         | 195         | 1.338       |
| 2   | Algieria | 3     | 2 (0)   | 1 (1)   | 7   | 8    | 3    | 2.667 | 253         | 228         | 1.110       |
| 3   | Kenia    | 3     | 1 (0)   | 2 (0)   | 3   | 3    | 6    | 0.500 | 193         | 214         | 0.902       |
| 4   | Botswana | 3     | 0 (0)   | 3 (0)   | 0   | 0    | 9    | 0.000 | 155         | 225         | 0.689       |

Źródło: cavb.org
Punktacja: 3:0 i 3:1 – 3 pkt; 3:2 – 2 pkt; 2:3 – 1 pkt; 1:3 i 0:3 – 0 pkt
Zasady ustalania kolejności: 1. liczba zwycięstw; 2. liczba punktów; 3. stosunek setów; 4. stosunek małych punktów; 5. bilans w bezpośrednich meczach
Wyniki
| Data  | Godz. | Drużyna 1 | Wynik | Drużyna 2 | 1     | 2     | 3     | 4     | 5     | Widzów | * |
| ----- | ----- | --------- | ----- | --------- | ----- | ----- | ----- | ----- | ----- | ------ | - |
| 22.07 | 20:00 | Egipt     | 3:0   | Kenia     | 25:19 | 25:14 | 25:18 |       |       | 500    |   |
| 23.07 | 18:00 | Botswana  | 0:3   | Algieria  | 16:25 | 22:25 | 13:25 |       |       | 100    |   |
| 24.07 | 14:00 | Kenia     | 0:3   | Algieria  | 17:25 | 26:28 | 23:25 |       |       | 70     |   |
| 24.07 | 20:00 | Botswana  | 0:3   | Egipt     | 19:25 | 14:25 | 10:25 |       |       | 700    |   |
| 25.07 | 14:00 | Kenia     | 3:0   | Botswana  | 25:19 | 25:19 | 25:23 |       |       | 70     |   |
| 25.07 | 20:00 | Algieria  | 2:3   | Egipt     | 26:24 | 25:19 | 20:25 | 25:22 | 10:15 | 700    |   |

#### Grupa B
Tabela
| Lp. | Drużyna   | Mecze | Mecze   | Mecze   | Pkt | Sety | Sety | Sety  | Małe punkty | Małe punkty | Małe punkty |
| Lp. | Drużyna   | M     | W (3:2) | P (2:3) | Pkt | wyg. | prz. | ratio | zdob.       | str.        | ratio       |
| --- | --------- | ----- | ------- | ------- | --- | ---- | ---- | ----- | ----------- | ----------- | ----------- |
| 1   | Tunezja   | 4     | 3 (0)   | 1 (1)   | 10  | 11   | 4    | 2.750 | 352         | 266         | 1.323       |
| 2   | Maroko    | 4     | 3 (0)   | 1 (0)   | 9   | 10   | 4    | 2.500 | 347         | 294         | 1.180       |
| 3   | Kamerun   | 4     | 3 (1)   | 1 (0)   | 8   | 10   | 5    | 2.000 | 340         | 324         | 1.049       |
| 4   | Rwanda    | 4     | 1 (0)   | 3 (0)   | 3   | 3    | 9    | 0.333 | 230         | 286         | 0.804       |
| 5   | Mauritius | 4     | 0 (0)   | 4 (0)   | 0   | 0    | 12   | 0.000 | 305         | 302         | 1.010       |

Źródło: cavb.org
Punktacja: 3:0 i 3:1 – 3 pkt; 3:2 – 2 pkt; 2:3 – 1 pkt; 1:3 i 0:3 – 0 pkt
Zasady ustalania kolejności: 1. liczba zwycięstw; 2. liczba punktów; 3. stosunek setów; 4. stosunek małych punktów; 5. bilans w bezpośrednich meczach
Wyniki
| Data  | Godz. | Drużyna 1 | Wynik | Drużyna 2 | 1     | 2     | 3     | 4     | 5     | Widzów | * |
| ----- | ----- | --------- | ----- | --------- | ----- | ----- | ----- | ----- | ----- | ------ | - |
| 22.07 | 14:00 | Kamerun   | 3:0   | Mauritius | 25:21 | 25:19 | 25:18 |       |       | 80     |   |
| 22.07 | 16:00 | Maroko    | 3:0   | Rwanda    | 25:23 | 25:13 | 25:17 |       |       | 100    |   |
| 23.07 | 16:00 | Rwanda    | 3:0   | Mauritius | 25:13 | 26:24 | 25:24 |       |       | 80     |   |
| 23.07 | 20:00 | Tunezja   | 2:3   | Kamerun   | 23:25 | 25:12 | 25:21 | 22:25 | 12:15 | 70     |   |
| 24.07 | 16:00 | Mauritius | 0:3   | Tunezja   | 13:25 | 13:25 | 7:25  |       |       | 70     |   |
| 24.07 | 18:00 | Kamerun   | 1:3   | Maroko    | 18:25 | 25:21 | 28:30 | 21:25 |       | 150    |   |
| 25.07 | 16:00 | Rwanda    | 0:3   | Tunezja   | 19:25 | 11:25 | 12:25 |       |       | 70     |   |
| 25.07 | 18:00 | Maroko    | 3:0   | Mauritius | 28:26 | 25:11 | 25:17 |       |       | 50     |   |
| 26.07 | 18:00 | Kamerun   | 3:0   | Rwanda    | 25:18 | 25:22 | 25:17 |       |       | 100    |   |
| 26.07 | 20:00 | Tunezja   | 3:1   | Maroko    | 25:19 | 16:25 | 25:22 | 25:17 |       | 100    |   |

### Faza finałowa

#### Mecze o miejsca 5-8
| Data  | Godz. | Drużyna 1 | Wynik | Drużyna 2 | 1     | 2     | 3     | 4     | 5     | Widzów | * |
| ----- | ----- | --------- | ----- | --------- | ----- | ----- | ----- | ----- | ----- | ------ | - |
| 28.07 | 12:00 | Kenia     | 2:3   | Rwanda    | 25:17 | 22:25 | 28:26 | 15:25 | 13:15 | 50     |   |
| 28.07 | 14:00 | Kamerun   | 3:0   | Botswana  | 25:21 | 25:13 | 25:17 |       |       | 100    |   |

#### Półfinały
| Data  | Godz. | Drużyna 1 | Wynik | Drużyna 2 | 1     | 2     | 3     | 4     | 5     | Widzów | * |
| ----- | ----- | --------- | ----- | --------- | ----- | ----- | ----- | ----- | ----- | ------ | - |
| 28.07 | 16:00 | Tunezja   | 3:2   | Algieria  | 19:25 | 25:22 | 27:25 | 21:25 | 15:12 | 600    |   |
| 28.07 | 18:00 | Egipt     | 3:0   | Maroko    | 25:17 | 28:26 | 25:20 |       |       | 1200   |   |

#### Mecz o 7. miejsce
| Data  | Godz. | Drużyna 1 | Wynik | Drużyna 2 | 1     | 2     | 3     | 4     | 5     | Widzów | * |
| ----- | ----- | --------- | ----- | --------- | ----- | ----- | ----- | ----- | ----- | ------ | - |
| 29.07 | 16:00 | Kenia     | 2:3   | Botswana  | 25:14 | 25:19 | 21:25 | 20:25 | 13:15 | 50     |   |

#### Mecz o 5. miejsce
| Data  | Godz. | Drużyna 1 | Wynik | Drużyna 2 | 1     | 2     | 3     | 4 | 5 | Widzów | * |
| ----- | ----- | --------- | ----- | --------- | ----- | ----- | ----- | - | - | ------ | - |
| 29.07 | 18:00 | Rwanda    | 0:3   | Kamerun   | 19:25 | 23:25 | 22:25 |   |   | 100    |   |

#### Mecz o 3. miejsce
| Data  | Godz. | Drużyna 1 | Wynik | Drużyna 2 | 1     | 2     | 3     | 4     | 5 | Widzów | * |
| ----- | ----- | --------- | ----- | --------- | ----- | ----- | ----- | ----- | - | ------ | - |
| 30.07 | 15:00 | Maroko    | 3:1   | Algieria  | 21:25 | 25:19 | 25:21 | 25:20 |   | 100    |   |

#### Finał
| Data  | Godz. | Drużyna 1 | Wynik | Drużyna 2 | 1     | 2     | 3     | 4 | 5 | Widzów | * |
| ----- | ----- | --------- | ----- | --------- | ----- | ----- | ----- | - | - | ------ | - |
| 30.07 | 17:00 | Egipt     | 3:0   | Tunezja   | 26:24 | 25:18 | 25:21 |   |   |        |   |

| MISTRZ AFRYKI 2015            |
| ----------------------------- |
| Egipt 8. TYTUŁ MISTRZA AFRYKI |

## Klasyfikacja końcowa
| Miejsce | Zespół    |
| ------- | --------- |
|         | Egipt     |
|         | Tunezja   |
|         | Maroko    |
| 4       | Algieria  |
| 5       | Kamerun   |
| 6       | Rwanda    |
| 7       | Botswana  |
| 8       | Kenia     |
| 9       | Mauritius |